# درب آستانه خالد بن علی
درب آستانه روستایی است قدیمی و آباد در شهرستان بروجرد در استان لرستان. این روستا در دهستان شیروان در بخش مرکزی این شهرستان قرار دارد و آب و هوای آن معتدل است.
درب آستانه در سی کیلومتری جنوب شرقی شهر بروجرد بر سر راه بروجرد - دورود قرار گرفته‌است. به دلیل داشتن رودخانه‌های پرآب و قرارگرفتن در دشتی حاصلخیز، "سیلاخور"نام گرفته است‌ که یک واژه مرکب فارسی می‌باشد و در گویش عامیانه قوم بختیاری جغرافیای این منطقه به این عنوان اطلاق شده است که در اصل اشاره دارد به واژهء "سیلاب‌خور". یعنی مکانی که از نظر تغییرات سطحی زمین یا از همان نقطه‌نظر توپوگرافیک، استعداد و پذیرندگی مناسبی را در جمع آوری آب‌های سطحی ناشی از بارش‌های فصلی و پراکندهء گاه و بی‌گاه را داشته و با تجمیع عواملی چون حاصلخیزی و غنی بودن خاک و آفتاب‌گیر بودن این دشت است که کشاورزی فراوانی در این منطقه به دست می‌آید که مهم‌ترین آنها، گندم، برنج و چغندر قند هستند.

## مردمشناسی
گویش ساکنان درب آستانه لکی و لری سیلاخوری است و کشاورزی شغل اصلی مردم آن است. امامزاده خالد بن علی که در منطقه به خالُقِ علی شهرت دارد در این روستا قرار گرفته و مورد احترام اهالی منطقه است. در زمین‌لرزه بروجرد و دورود (۱۳۸۵) این روستا در مرکز زمین لرزه قرار گرفت و به‌طور صد در صد تخریب شد؛ که با توجه به شدت تخریب منازل مجبور به جابجایی روستا با فاصله یک کیلومتری نسبت به موقعیت قبلی روستا گردید. طوایف مختلف این روستا زیرمجموعه ایل بزرگ بیرانوند هستند. که اصلی ترین و قدیمی ترین آنان طایفه پیردایه بوده که در اصل کل املاک این روستا در ابتدا متعلق به همین طایفه پیردایه بیرانوند بوده است و همچنین سایر طوایف عبارتند از:خادمی -صفر-دیوکان -شاهوردی-شعبان-موم‌صارم(صارمی) و…

## جمعیت
بنابر سرشماری مرکز آمار ایران در سال ۱۳۸۵، روستای درب آستانه ۶۰۳ نفر جمعیت داشته که از این میان ۳۰۲ نفر مرد و ۳۰۱ نفر زن بوده‌اند. ۷۰٪ مردم این روستا باسوادند. در مجموع ۱۴۸ خانواده در درب آستانه زندگی می‌کنند.